# Ebbe Berg
Ebbe Walter Berg, född 2 mars 1896 i Billesholm, Malmöhus län, död 1966, var en svensk konstnär.

## Biografi
Berg var äldst av fem syskon och växte upp under enkla förhållanden. Hans far Martin Möller-Berg var gruvfogde vid Höganäsbolagets stenkolsgruva i Billesholm.

### Utbildning, tidiga år
År 1913 flyttade han till Stockholm och fick anställning som ritarbiträde vid Vattenfalls kraftverksbyrå. År 1924 slutade han för att starta egen reklambyrå, där han parallellt med företagandet studerade vid Konstfackskolan, Otte Skölds målarskola och Grünewalds målarskola i Stockholm. Han medverkade i Nationalmuseums utställning Unga tecknare och i samlingsutställningar med Sveriges allmänna konstförening. Tillsammans med Sture Lundgren och Charles Portin ställde han ut på Galerie S:t Lucas i Stockholm. Hans konst består av stadsbilder och kustlandskap utförda i olja eller akvarell.

### Verksamhet inom Vattenfall
År 1939 avvecklade Berg sitt företag och återvände till Vattenfall, där han stannade till sin pensionering 1962. Han gjorde inledningsvis  modeller och perspektivritningar, men fick senare en friare och mer självständig roll. Han skapade mängder av illustrationer, trycksaker och planscher, och gjorde också flera utställningar, bland andra ”Atomutställningen” som turnerade runt landet, ”Svensk industri och forskning” i New Delhi och ”Bygden vid älven” i Trollhättan.
Berg kom att bli mest känd för sina stora muralmålningar i entréhallar, konferensrum och kraftverkssalar. De enklaste föreställer olika vyer av anläggningarna som har sin grund i ritningar. På andra platser lade han till mer konstnärliga detaljer, där det fortfarande är det sakligt tekniska som är i fokus men bilderna av själva anläggningen omges av motiv från bygget, exempelvis armering och bergarbeten.
På några ställen gjorde han rena konstverk som kunde inspirerats av anläggningens användning eller omgivningar. Till exempel har han utfört en sex meter bred målning i 380kV-ställverket i Odensvi, där man i mitten av målningen finner Oden (Odensvi) som håller samman trefasöverföringen mellan Harsprånget och Bergslagens industrier, allt medan Hugin och Munin övervakar processen.